# Anilios micrommus
Espèce
Synonymes
- Ramphotyphlops micromma Storr, 1981
- Ramphotyphlops micrommus Storr, 1981
- Austrotyphlops micrommus (Storr, 1981)

Anilios micrommus est une espèce de serpents de la famille des Typhlopidae. 

## Répartition
Cette espèce est endémique d'Australie-Occidentale en Australie. Elle se rencontre dans le Kimberley.

## Description
L'holotype d'Anilios micrommus mesure 205 mm dont 5 mm pour la queue. Ses yeux sont très petits, pas plus grands que ses narines.

## Publication originale
- Storr, 1981 : The genus Ramphotyphlops (Serpentes: Typhlopidae) in Western Australia. Records of the Western Australian Museum, vol. 9, no 3, p. 235-271 (texte intégral).